# 中尾暢樹
中尾 暢樹（なかお まさき、1996年11月27日 - ）は、日本の俳優、タレント。俳優集団D-BOYSの最年少メンバーである。
埼玉県出身。ワタナベエンターテインメント所属。

## 略歴
高校1年生のとき、ワタナベエンターテイメントスクールに入所。その16期卒業生である。スクール在学中にD-BOYSの舞台・Dステの学生スタッフを体験したことを機に、2013年に開催された「D-BOYSオーディション10th」に参加。ファイナリストに選出され、当時新設されたワタナベエンターテインメントの系列事務所DIVE’所属となる。
2014年より、ネルケプランニング制作舞台より派生したアイドルユニット・CHaCK-UPのメンバーとして活動。2015年には阿久津愼太郎プロデュースの企画アイドルユニット・妖〜AYAKASHI〜のメンバーとしても活動した。2015年10月、DIVE'からワタナベエンターテインメントへ移籍。2016年1月よりD-BOYSのメンバーとなる。
2016年2月放送開始の『動物戦隊ジュウオウジャー』にて、風切大和 / ジュウオウイーグル役で主演。同作がテレビドラマ初出演でかつ初主演を務め、本格的な俳優デビュー作品となる。

## 人物・エピソード
芸能界を目指したきっかけは、メンズ雑誌に掲載されていた俳優の募集記事を見たからだったが、明確な志望動機はなく中尾自身は「なんとなく」だったと述べている。その後、養成所で同世代の俳優志望者が全力でレッスンを行っている姿を目の当たりにし、自身も真剣に頑張ることを決意したという。
『動物戦隊ジュウオウジャー』では、共演した寺島進から座長としてしっかりするよう叱咤激励され、主役としての自覚を持てたと述べている。また、寺島は中尾が考えすぎなところがあったため、反射神経を良くするようアドバイスしたことを述懐している。
『ジュウオウジャー』では、厳しいことで知られるカメラマンの松村文雄からはあまり怒られることはなく、レッドっぽい昭和顔であると言われ気に入られていたという。ジュウオウイーグルのスーツアクターを務めた浅井宏輔も、中尾のことを正統派レッドと評している。メイン監督の柴﨑貴行は、中尾について舞台のクセを修正したが、それは中尾のカンが良く演技ができるがゆえの要求であったと述べている。

## 出演

### テレビドラマ
- 動物戦隊ジュウオウジャー（2016年2月14日 - 2017年2月5日、テレビ朝日） - 主演・風切大和 / ジュウオウイーグル 役
  - 仮面ライダーゴースト 第24話（2016年3月27日、テレビ朝日） - 風切大和 / ジュウオウイーグル 役
  - 4週連続スペシャル スーパー戦隊最強バトル!!（2019年2月17日 - 3月10日、テレビ朝日） - 風切大和 / ジュウオウイーグル 役[17]
- 人は見た目が100パーセント（2017年4月13日 - 6月15日、フジテレビ） - 岡部和人 役
- あいの結婚相談所（2017年7月28日 - 9月1日、テレビ朝日） - 真壁男夢 役
- 声ガール!（2018年4月8日 - 6月10日、朝日放送テレビ） - 正田克敏 役
- はんなりギロリの頼子さん（2018年4月24日 - 5月15日、関西テレビ） - 山田優一 役[18]
- パフェちっく! （2018年7月11日 - 9月13日、フジテレビ） - 新保大也 役 ※FODと同じ作品
- 覚悟はいいかそこの女子。 第4話（2018年7月15日、毎日放送） - 中垣内賢治 役
- マジで航海してます。〜Second Season〜（2018年7月30日 - 9月3日、毎日放送） - 真野宗佑 役
- 文学処女（2018年9月10日 - 10月29日、毎日放送） - 望月千広 役[19]
- 今夜、勝手に抱きしめてもいいですか?（2018年10月2日 - 12月18日、テレビ神奈川・関西テレビ） - 進藤新 役
- あなたの番です（2019年4月14日 - 9月8日、日本テレビ） - 柿沼遼 役
  - 劇場版公開記念!「あなたの番です」完全新撮スペシャル!（2021年12月10日、日本テレビ） - 柿沼遼 役
- カカフカカ-こじらせ大人のシェアハウス-（2019年4月26日 - 6月28日、毎日放送） - 本行智也 役[20]
- おやすみ、また向こう岸で（2019年9月20日、TOKYO MX1） - ヒロキ 役[21]
- シロでもクロでもない世界で、パンダは笑う。 第2話（2020年1月19日 、読売テレビ） - 岸本俊一 役
- 隕石家族（2020年4月11日 - 5月30日、東海テレビ） - 森本翔太 役
- クレイジーレイン（2020年7月5日 - 26日、朝日放送テレビ） - 清田 役
- 壁サー同人作家の猫屋敷くんは承認欲求をこじらせている（2022年10月3日 - 11月21日、朝日放送テレビ） - 主演・風間一星 役（松岡広大とW主演）[22]
- あいつが上手で下手が僕で シーズン2（2023年4月26日 - 6月14日、日本テレビ） - 黒旗晩 役[23][24]
  - あいつが上手で下手が僕で -巡巡決勝篇-（2024年7月19日 - 9月6日、日本テレビ）[25]
- セレブ男子は手に負えません（2024年1月21日 - 3月24日、朝日放送テレビ）[26]
- マルス-ゼロの革命- 第5話（2024年2月20日、テレビ朝日） - 怜王 役[27]
- 演じ屋 Re:act（2024年5月24日 - 7月5日、WOWOW） - 悠木一真 役[28]
- 全領域異常解決室 第2話（2024年10月16日、フジテレビ） - 池神春来 役[29]
- オクトー 〜感情捜査官 心野朱梨〜 Season2 第4話（2024年10月24日、読売テレビ・日本テレビ系） - 辺見悠哉 役[30]
- 相棒 season23 第4話（2024年11月6日、テレビ朝日） - 相場ユウ 役[31]
- 黒弁護士の痴情 世界でいちばん重い純愛（2025年4月5日 - 、TOKYO MX） - 主演・神宗一 役（三輪晴香とW主演）[32]

### 映画
- スーパー戦隊シリーズ（東映） - 風切大和 / ジュウオウイーグル 役
  - 手裏剣戦隊ニンニンジャーVSトッキュウジャー THE MOVIE 忍者・イン・ワンダーランド（2016年1月23日） - 声の出演
  - 劇場版 動物戦隊ジュウオウジャー ドキドキサーカスパニック!（2016年8月6日）
  - 劇場版 動物戦隊ジュウオウジャーVSニンニンジャー 未来からのメッセージ from スーパー戦隊（2017年1月14日）
  - 仮面ライダー×スーパー戦隊 超スーパーヒーロー大戦（2017年3月25日） - 声の出演
- 一礼して、キス（2017年11月11日、東急レクリエーション） - 主演・三神曜太 役[33]
- チア男子!!（2019年5月10日、バンダイナムコアーツ・ポニーキャニオン） - 主演・橋本一馬 役[34]（横浜流星とW主演）
- 殺さない彼と死なない彼女（2019年11月15日、KADOKAWA・ポニーキャニオン） - サイコキラー 役
- シグナル100（2020年1月24日、東映） - 藤春昴 役[35]
- 10万分の1（2020年11月27日、ポニーキャニオン）
- 大コメ騒動（2021年1月8日、ラビットハウス / エレファントハウス） - 一ノ瀬実 役
- 吟ずる者たち（2021年11月5日広島県先行公開 / 2022年3月25日全国公開、ヴァンブック） - 三浦忠造 役
- あなたの番です 劇場版（2021年12月10日、東宝） - 柿沼遼 役
- グランギニョール（2022年10月28日、ダブルフィールド） - 水上真治 役[36]

### ネットドラマ
- 獣電戦隊キョウリュウジャーブレイブ 第12話（2017年6月3日） - 風切大和 / ジュウオウイーグル 役
- パフェちっく!（2018年3月31日 - 6月2日、フジテレビオンデマンド） - 新保大也 役[37]
- 今夜、勝手に抱きしめてもいいですか?（2018年9月29日 - 12月15日、dTV・ひかりTV） - 進藤新 役
- フォローされたら終わり（2019年10月27日 - 12月15日、AbemaTV） - 梶浦勇樹 役
- L 礼香の真実（2020年6月28日 - 7月5日、AbemaTV） - 正幸 役
- love⇄distance（2020年6月27日 - 7月5日、Paravi） - ショウ 役[38]
- 私が獣になった夜 ～好きになっちゃいけない～（2022年3月31日、AbemaTV） - 竜之介 役[39]

### バラエティ
- 7Days BOYS 〜ボクタチの超☆育成計画〜（2015年4月 - 6月、テレビ神奈川 他） - 「妖〜AYAKASHI〜」メンバー
- 古舘トーキングヒストリー ～戦国最大のミステリー 本能寺の変、完全実況～（2018年1月6日、テレビ朝日） - 森蘭丸 役（ドラマパート出演）[注釈 3]
- 趣味どきっ! 刀剣Lovers探究　第一回(2023年10月4日、Eテレ)

### ウェブ番組
- 僕たちのシェアハウス2.5号室(2023年3月31日-、 GYAO!)
- オオカミちゃんには騙されない（2023年6月11日 - 8月20日、Netflix）[40]

### オリジナルビデオ
- 帰ってきた動物戦隊ジュウオウジャー お命頂戴!地球王者決定戦（2017年6月28日、東映ビデオ） - 主演・風切大和 / ジュウオウイーグル 役

### 舞台
- プレゼント◆5（2014年） - 火星人☆マル 役[注釈 4]
- CHaCK-UP（2014年 - ） - 火星人☆マル / 火山武 役
- コミックジャック（2014年） - 火星人☆マル 役[注釈 4]
- こどものおもちゃ（2015年） - 火星人☆マル 役[注釈 4]
- リーディングシアター「ダークアリス」（2019年5月29日、サンシャイン劇場）[41]
- Reading♥Stage「百合と薔薇」（2019年6月11日、品川プリンスホテル クラブeX）[42]
- PSYCHO-PASS サイコパス Virtue and Vice 2（2020年11月20日 - 29日、明治座 / 12月3日 - 6日、COOL JAPAN PARK OSAKA ＷＷホール） - 御子柴夕 役
- ミュージカル『刀剣乱舞』 - ソハヤノツルキ 役
  - -東京心覚-[43]（2021年3月7日 - 14日、TOKYO DOME CITY HALL / 3月20日 - 25日、多賀城市民会館 大ホール（多賀城市文化センター内） / 4月2日 - 7日、熊本城ホール / 4月14日 - 24日、アイプラザ豊橋 / 5月1日 - 8日、メルパルクホール大阪（※中止） / 5月14日 - 23日、日本青年館ホール）
  - 〜真剣乱舞祭2022〜（2022年5月8日 - 6月26日、サンドーム福井 他）[44]
  - 目出度歌誉花舞 十周年祝賀祭（2025年7月29日・30日、東京ドーム）[45]
- 舞台「東京リベンジャーズ」 - 千堂敦 役
  - 舞台「東京リベンジャーズ」[46]（2021年8月6日 - 8日、COOL JAPAN PARK OSAKA WWホール / 8月12日 - 14日、日本青年館ホール / 8月19日 - 22日、KT Zepp Yokohama）
  - 舞台「東京リベンジャーズ」-血のハロウィン編-（2022年3月18日 - 21日、COOL JAPAN PARK OSAKA WWホール / 3月25日 - 4月1日、サンシャイン劇場）
- ライブ・スペクタクル『NARUTO-ナルト-』 - うずまきナルト 役
  - 〜うずまきナルト物語〜[47]（2021年12月4日 - 13日、日本青年館ホール / 12月25日 - 2022年1月2日、メルパルクホール大阪）
  - 〜忍界大戦、開戦〜（2022年9月17日 - 25日、天王洲 銀河劇場 / 10月1日 - 10日、神戸文化ホール 中ホール / 10月15日 - 22日、天王洲 銀河劇場）[48]
  - 〜忍の生きる道〜（2023年10月8日 - 11日、KAAT神奈川芸術劇場 / 10月18日 - 22日、AiiA 2.5 Theater Kobe / 10月28日 - 11月5日、TOKYO DOME CITY HALL）[49]
- あいつが上手で下手が僕で2（2022年11月18日 - 12月4日） - 黒旗晩 役
  - あいつが上手で下手が僕で -決戦前夜篇-（2024年5月3日 - 19日）[50]
- ロミオ&ジュリエット（2023年1月 - 2月） - ティボルト 役[51]
- 朗読劇「彼女はたくさん好きになる」(2023年3月18日-19日) - 岡部真一
- 朗読劇 私の頭の中の消しゴム 14th letter(2023年5月1日) - 浩介役
- トレインライドシアター『このレールはドラマチック』（2023年11月19日・23日、東京都23区内）[52]
- 普通になれなくて（2024年10月22日 - 27日、浅草九劇）[53]
- No.9 -不滅の旋律-（2024年12月21日 - 31日、東京国際フォーラム ホールC / 2025年1月11日・12日、久留米シティプラザ / 1月18日 - 20日、オリックス劇場 / 2月1日・2日、アクトシティ浜松 大ホール） - ニコラウス・ヨーハン・ベートーヴェン 役[54]
- 舞台『クレイジーレイン』（2025年3月5日 - 9日、新宿シアタートップス） - 主演[55]
- マーダーミステリーシアター『殺意の代償』（2025年3月14日、品川プリンスホテル クラブeX）[56]
- 朗読公演 三島由紀夫生誕100年記念『近代能楽集』よりⅠ『葵上』（2025年5月13日・14日、有楽町朝日ホール）[57]

### CM
- au「auスマートパス」（2014年）
- 大塚食品「MATCH」（2014年）
- バンダイ「変身携帯DXジュウオウチェンジャー」（2016年）
- 大和証券「たどり着けない場所など、ない」（2018年）

### MV
- saji 「瞬間ドラマチック」（2020年11月25日）[58]

### ゲーム
- 動物戦隊ジュウオウジャー バトルキューブパズル（2016年） - ジュウオウイーグル / ジュウオウゴリラ / ジュウオウホエール 役[59]

## 書籍
- 『中尾暢樹ファースト写真集 19』（2016年、主婦と生活社）ISBN 978-4-391-14909-8